# Либерман, Залман Рувимович
За́лман Руви́мович Либерма́н (1903, Краснополье, Могилёвская губерния — 1940, Москва) — советский художник-график, скульптор, участник художественного объединения группа «13».

## Биография
Родился в 1903 году в местечке Краснополье Гомельской губернии. Художественную деятельность начал, учась и работая подмастерьем в художественной студии-школе имени М. А. Врубеля Гомельского губоно (1919—1920) у А. Я. Быховского (живопись и графика) и испанца дона Фернандо Валеро (скульптура). В 1922—1927 годах учился на скульптурном факультете Вхутемаса-Вхутеина у И. М. Чайкова и И. С. Ефимова. Его дипломом была работа «Вооружённое восстание», за которую он был удостоен заграничной поездки (не состоялась). В 1928 году работал стажёр-бутафор МХАТа. С конца 1928 по 1930 год — преподаватель скульптуры в Ярославском художественно-педагогическом техникуме. С 1930 года принимал участие в художественных выставках. Был членом художественного объединения группа «13» с 1930 года и членом «Группы молодых художников» с 1931 год. В 1931 году совершил творческую поездку в колхоз на Херсонщине. В 1930—1932 годах учился в студии имени Н. А. Андреева у А. Т. Матвеева.
Среди скульптурных работ З. Р. Либермана: рельеф для Глазного корпуса тульской городской больницы № 2 (совместно со скульпторами М. Ф. Листопадом, Д. П. Шварцем, Л. А. Кардашовым, А. И. Тенетой; архитектор К. Н. Яковлев; 1929—1930), несколько скульптур для ВСХВ в Москве (1938). Графические работы: «Студентка» (1928, бумага, тушь, 35×26), «Племянница» (1929, бумага, тушь, 36×24), «Художник и модель» (1932, бумага, тушь, 33×27), «Паша» (1937, бумага, пастель, 32×24,5), «Портрет старика» (1938, бумага, пастель, 36×29), «Мальчик» (1938, бумага, пастель, карандаш, 34,5×26) и другие.
Умер в 1940 году в Москве.
Дочь — Каневская, Нора Залмановна (1934, Москва) — советский скульптор.